# Качели (картина Гойи, Валенсия)
«Качели» (исп. El balancín) — картина в стиле рококо испанского художника Франсиско Гойи, на которой изображены играющие дети. Полотно написано между 1779—1781 годами и представляет собой живопись маслом на холсте размером 30×43 см. В настоящее время хранится в Музее изящных искусств в Валенсии.

## История
Картина является картоном для гобелена, выполненным Франсиско Гойя для спальни принца и принцессы Астурийских во дворце Пардо в Мадриде. Полотно было доставлено на Королевскую фабрику гобеленов в 1780 году. Работа считалась утраченной до 1870 года, когда, вместе с другими картонами художника, она была обнаружена искусствоведом Грегорио Круцада-Вильяамилем в одном из подвалов Королевского дворца в Мадриде. В настоящее время картина входит в экспозицию Музея изящных искусств в городе Валенсия, но владеет полотном музей Прадо.

## Описание
На картине изображены дети у старых городских ворот. Одни из них не то дерутся, не то борются. Другие катаются на сложенных из брёвен качелях. В правой части картины изображена пара детей в хорошей одежде, которые не играют, а наблюдают за всем со стороны. Ещё двое детей изображены беседующими на дальнем плане картины. На высоком постаменте художник изобразил маленькую обезьяну, которая следит за игрой детей.